# ميخائيل رانكين
ميخائيل رانكين (بالإنجليزية: Michael Rankine)‏ هو لاعب كرة قدم بريطاني في مركز الهجوم، ولد في 15 يناير 1985 في دونكاستر في المملكة المتحدة. لعب مع روشدين ودايموندز وسكونثورب يونايتد وغريمسبي تاون ونادي ألترينتشام ونادي ألدرشوت تاون ونادي بارو ونادي بورنموث ونادي دونكاستر روفرز ونادي غيتزهد ونادي هيرفورد ونادي يورك سيتي.

## وصلات خارجية
- ميخائيل رانكين على موقع قاعدة بيانات كرة القدم.إي يو (الإنجليزية)
- ميخائيل رانكين على موقع Soccerbase.com (لاعب) (الإنجليزية)
- ميخائيل رانكين على موقع Soccerway.com (الإنجليزية)